# Liaison souterraine La Brasca - Monaco
La liaison souterraine La Brasca - Monaco est un projet d'infrastructure de transport visant à relier le parking de La Brasca, situé entre les communes d'Èze et de La Turbie, à la Principauté de Monaco. Ce projet s'inscrit dans une volonté de fluidifier l'accès à Monaco tout en désengorgeant la circulation dans la région.

## Contexte du projet
Le gouvernement monégasque a publié un appel public à candidature en 2024, avec un budget estimé à 1,2 milliard d’euros. Ce projet, dont la réalisation est espérée dans une durée de six à huit ans, vise à offrir une alternative rapide et souterraine à l’unique route actuellement très saturée reliant Nice à Monaco. Chaque jour, environ 15 000 véhicules empruntent cette route, provoquant des embouteillages qui peuvent durer plus d’une heure pour parcourir seulement 20 kilomètres.

## Caractéristiques du projet
Le projet comprend plusieurs composantes :

### Parking relais à La Brasca
Ce parking d’environ 3 500 places sera situé à la frontière entre les communes d’Èze et de La Turbie, au débouché de l'autoroute A500, permettant aux automobilistes de laisser leurs véhicules avant d’emprunter la navette souterraine.

### Liaison souterraine
Une liaison en navette automatique, d'une longueur de 4 à 5 km, reliera le parking de La Brasca au centre-ville de Monaco, avec une station prévue entre l’îlot Charles III et la place d’Armes. Cette navette pourra transporter 2 400 passagers par heure dans chaque direction, avec une capacité d’extension à 3 600 passagers.

### Matériel roulant
Celui-ci sera choisi par le prestataire sélectionné.

## Extension potentielle
Le gouvernement monégasque envisage la possibilité d'utiliser la liaison pour acheminer du fret et aussi celle d’un prolongement de la ligne et la création de nouvelles stations sur le territoire monégasque. Il est également sous-entendu qu’une extension du réseau vers la France pourrait être envisagée à l’avenir, faisant de ce projet une solution évolutive pour répondre aux besoins croissants en mobilité et qui pourrait donner naissance à un métro Nice - Monaco - Vintimille,.

## Contraintes et enjeux
La société sélectionnée pour ce projet devra non seulement construire l’infrastructure, mais aussi en assurer l’exploitation pendant une durée de dix à quinze ans. Parmi les contraintes spécifiées par les autorités monégasques figurent la nécessité de ne pas perturber la circulation en surface pendant les travaux et de maintenir l’utilisation du site de La Brasca par l’Automobile Club de Monaco, notamment pour le rallye et le Grand Prix de Formule 1.